# Morti nel 1713
| Questa pagina contiene informazioni ricavate automaticamente dalle voci biografiche con l'ausilio del template Bio e di un bot. L'aggiornamento è periodico e automatico e ricostruisce completamente la pagina. Se manca una persona in questa lista, sei pregato di non aggiungerla, ma accertati piuttosto che la sua voce biografica contenga il template Bio e che i dati anagrafici siano correttamente compilati. Se il template Bio manca, inseriscilo tu stesso o, in alternativa, metti l'avviso {{tmp\|Bio}} che ne segnala la mancanza. Se i dati riportati sono sbagliati, correggi direttamente la voce biografica; le modifiche saranno visibili in questa lista entro pochi giorni. Per chiarimenti vedi il progetto biografie. La lista contiene solo le 78 persone che sono citate nell'enciclopedia e per le quali è stato implementato correttamente il template Bio. Pagina aggiornata al 10 lug 2025. |

## Gennaio(9)
- 1º gennaio - Giovanni Francesco Negroni, cardinale e vescovo cattolico italiano (n. 1629)
- 1º gennaio - Giuseppe Maria Tomasi, cardinale italiano (n. 1649)
- 3 gennaio - Vincenzo Roggeri, pittore italiano (n. 1634)
- 5 gennaio - Jean Chardin, gioielliere, viaggiatore e scrittore francese (n. 1643)
- 8 gennaio - Arcangelo Corelli, compositore e violinista italiano (n. 1653)
- 11 gennaio - Pierre Jurieu, teologo e politico francese (n. 1637)
- 20 gennaio - Pavao Ritter Vitezović, scrittore, storico e poeta croato (n. 1652)
- 23 gennaio - Domenico Maria della Ciaia, vescovo cattolico italiano (n. 1642)
- 28 gennaio - Bartolomeo Dotti, poeta italiano (n. 1651)

## Febbraio(8)
- 4 febbraio - Anthony Ashley-Cooper, III conte di Shaftesbury, politico, filosofo e scrittore inglese (n. 1671)
- 4 febbraio - Giuseppe Bondola, vescovo cattolico italiano (n. 1648)
- 11 febbraio - Jahandar Shah, sovrano (n. 1661)
- 12 febbraio - Michele Antonio Vibò, arcivescovo cattolico italiano (n. 1630)
- 14 febbraio - Luigi Crato di Nassau-Saarbrücken, nobile tedesco (n. 1663)
- 15 febbraio - Edward Lloyd, imprenditore britannico (n. 1648)
- 19 febbraio - Giuseppe Maria d'Altemps, IV duca di Gallese, nobile italiano (n. 1653)
- 25 febbraio - Federico I di Prussia, sovrano (n. 1657)

## Marzo(4)
- 17 marzo - Juraj Jánošík, criminale slovacco (n. 1688)
- 24 marzo - Toussaint de Forbin-Janson, cardinale e vescovo cattolico francese (n. 1631)
- 26 marzo - Paolo I Esterházy, nobile, militare e compositore ungherese (n. 1635)
- 30 marzo - Govert Bidloo, medico, anatomista e poeta olandese (n. 1649)

## Aprile(9)
- 3 aprile - Enrico di Lorena, conte di Brionne, nobile francese (n. 1661)
- 7 aprile - Pier Paolo Mastrilli, vescovo cattolico italiano (n. 1652)
- 9 aprile - Pietro Strobl junior, intagliatore italiano (n. 1642)
- 12 aprile - Giovanni Antonio Lazzari, pittore italiano (n. 1639)
- 16 aprile - Archil d'Imerezia, re (n. 1647)
- 18 aprile - Dorotea Maria di Sassonia-Gotha-Altenburg, principessa (n. 1674)
- 20 aprile - John Hay, II marchese di Tweeddale, nobile scozzese (n. 1645)
- 21 aprile - Paolo Naldini, vescovo cattolico italiano (n. 1632)
- 21 aprile - Tomáš Uhorčík, criminale slovacco (n. 1674)

## Maggio(1)
- 15 maggio - Giuseppe Antonio Torri, architetto italiano (n. 1658)

## Giugno(1)
- 22 giugno - Carlo Marcellini, stuccatore, scultore e architetto italiano (n. 1643)

## Luglio(2)
- 7 luglio - Henry Compton, vescovo anglicano inglese (n. 1632)
- 31 luglio - Federico Guglielmo di Meclemburgo-Schwerin, duca tedesco (n. 1675)

## Agosto(4)
- 5 agosto - Teresa del Po, pittrice, incisore e miniaturista italiana (n. 1649)
- 10 agosto - Giovanni Battista Visconti Aicardi, vescovo cattolico italiano (n. 1645)
- 23 agosto - Giacomo d'Alibert, impresario teatrale francese (n. 1626)
- 26 agosto - Denis Papin, matematico, fisico e inventore francese (n. 1647)

## Settembre(6)
- 6 settembre - François-Séraphin Régnier-Desmarais, abate, diplomatico e grammatico francese (n. 1632)
- 8 settembre - Livio Odescalchi, nobile italiano
- 9 settembre - Giovanni Antonio Viscardi, architetto svizzero (n. 1645)
- 11 settembre - Johannes Voet, giurista olandese (n. 1647)
- 20 settembre - Francisco Martín Fernández de Posadas, presbitero spagnolo (n. 1644)
- 21 settembre - Michelangelo Garove, architetto, ingegnere e urbanista italiano (n. 1648)

## Ottobre(5)
- 6 ottobre - Girolamo Marcello De Gubernatis, diplomatico italiano (n. 1633)
- 20 ottobre - Archibald Pitcairne, medico scozzese (n. 1652)
- 27 ottobre - Cesare Ignazio d'Este, nobile italiano (n. 1653)
- 28 ottobre - Paolo Lorenzani, compositore e musicista italiano (n. 1640)
- 31 ottobre - Ferdinando de' Medici, principe italiano (n. 1663)

## Novembre(7)
- 5 novembre - Giovanni Sigifredo di Eggenberg, nobile boemo (n. 1644)
- 6 novembre - Francesco Carlo di Auersperg, nobile e militare austriaco (n. 1660)
- 7 novembre - Elizabeth Barry, attrice teatrale inglese (n. 1658)
- 9 novembre - Armand Charles de La Porte de La Meilleraye, generale francese (n. 1632)
- 11 novembre - Ferdinando Moncada Aragona, nobile, politico e militare italiano (n. 1644)
- 13 novembre - Nikolaus Martini, giurista tedesco (n. 1632)
- 25 novembre - Fortunato Vinaccesi, scienziato italiano (n. 1631)

## Dicembre(6)
- 4 dicembre - Giovanni Battista Fassola, scrittore e storico italiano (n. 1648)
- 15 dicembre - Carlo Maratta, pittore e restauratore italiano (n. 1625)
- 17 dicembre - Nicolò Beregan, poeta e librettista italiano (n. 1627)
- 18 dicembre - Federico Enrico di Sassonia-Zeitz-Pegau-Neustadt, principe tedesco (n. 1668)
- 22 dicembre - Carlo Giuseppe Giovan Battista Tana, nobile, diplomatico e scrittore italiano (n. 1649)
- 26 dicembre - Francesco Moles, politico, nobile e diplomatico italiano

## Senza giorno specificato(16)
- Biagio Aldimari, giurista italiano (n. 1630)
- Tommaso Alghisi, medico italiano (n. 1669)
- Michelangelo Andrioli, medico italiano (n. 1672)
- Yosep II Bet Ma'aruf, patriarca cattolico ottomano (n. 1667)
- John Closterman, pittore tedesco (n. 1656)
- Damat Hasan Pascià, politico ottomano (n. 1658)
- Sebestyén Hann, orafo ungherese (n. 1644)
- Francis Hauksbee, scienziato britannico (n. 1660)
- Stefano Maria Legnani, pittore italiano (n. 1661)
- Gabriella del Liechtenstein, principessa austriaca (n. 1692)
- Johannes Olearius, teologo tedesco (n. 1639)
- Giuseppe Rusnati, scultore e architetto italiano (n. 1650)
- Thomas Tompion, orologiaio inglese (n. 1639)
- Carlo Vigarani, architetto, ingegnere e scenografo italiano (n. 1637)
- Ağa Yusuf Pascià, politico e militare ottomano
- Ireneo della Croce, storico italiano (n. 1625)